# Shi Guangnan

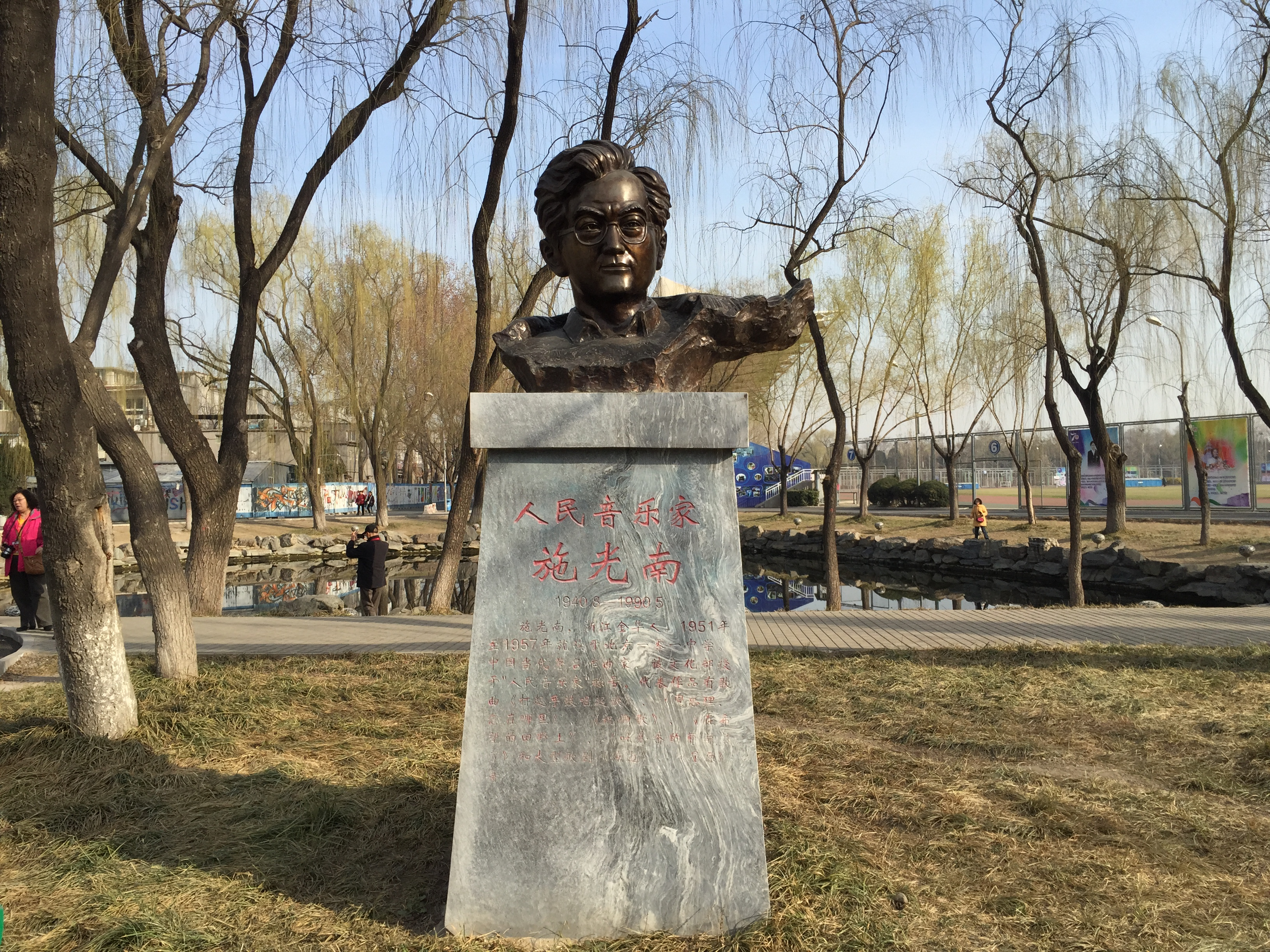
Estatua de Shi Guangnan en Juvenile Lake

Shi Guangnan (chino: 施光南; n. Municipio de Chongqing el 22 de agosto de 1940 † 2 de mayo de 1990), fue un compositor chino

## Biografía
Asistió a la división de la escuela media del Conservatorio Central de Música de Pekín y se graduó con una licenciatura en el Conservatorio de Tianjin en 1964 como compositor y productor musical, con lo cual se le asignó realizar actuaciones en el Teatro de Danza de Tianjin.
En 1985 fue elegido como vicepresidente de la Asociación de Músicos de China y compuso más de 100 obras durante su carrera en 20 años. Vivió en Jinhua, Zhejiang.
Entre sus composiciones más famosas son "En Campo de la Esperanza" (在 希望 的 田野 上), "Brindis Song" (祝酒歌), "Si tengo que saber" (假如 你 要 认识 我), "fue Trufan uva está madura" (吐鲁番 的 葡萄 熟 了) , "ha levantado la alta Asia Antorcha Juegos" (高 举起 亚运会 的 火炬, 11 ª reunión de la canción de los Juegos Asiáticos de la reunión), "los golpes de tambor de mano a cantar la canción" (打起 手鼓 唱起 歌), "el primer ministro Zhou, donde ¿Estuviste en" (周 总理, 您 在 哪里), "Bajo el viento de la luz de la luna de bambú End" (月光 下 的 风 尾 竹), y "White Feather Enviar puro afecto" (洁白 的 羽毛 寄 深情). También compuso óperas como, ballets, óperas de Pekín, y otras obras de gran formato, incluyendo Grieve, a gran escala de las óperas de los muertos (伤逝, compuesta en 1981 para conmemorar el 100 aniversario del nacimiento de Lu Xun) y Yuan Qu (屈原, 1990) y el ballet de los Cien Biografías Snake (百 蛇 传).
También compuso un tema musical para una película titulada "Rhapsody of Spring" (Título en chino:. Chun Tian de Kuang Xiang, dir Teng Wenji, 1998). Aunque de poca ficción de Shi (llamado Zhao Liming en la película). La película cuenta con una serie de las canciones de Shi.